# 포르투갈계 모잠비크인
포르투갈계 모잠비크인(포르투갈어: luso-moçambicanos)은 포르투갈인 정착민의 후손으로 모잠비크에서 태어난 사람들을 말한다.

## 역사
포르투갈 탐험가들은 현재의 모잠비크와 다른 두 포르투갈어 공용 아프리카 국가인 앙골라와 기니비사우로 눈을 돌려 흑인 노예를 포르투갈로 데려온 후, 현재의 브라질인 라틴아메리카 프로빈스의 플랜테이션에서 일하게 했다. 이 지역에 최초의 영구적인 포르투갈인 공동체는 16세기에 설립되었다. 17세기에 이 지역 전체는 프라조스 (농장)로 나뉘어 포르투갈인 정착민 가족들이 거주했다. 모잠비크는 19세기에 포르투갈 제국의 프로빈스로 선포되었다. 20세기 초, 본토 정부는 더 많은 백인 이민과 정착을 이 지역에 허용했고, 1960년대까지 모잠비크에는 370,000명의 포르투갈인 정착민이 있었고, 이들은 경제 발전에 기여했다. 이 시기에 안토니우 드 올리베이라 살라자르가 포르투갈을 이끌었으며, 수천 명의 포르투갈 시민들이 다른 나라, 특히 이웃한 로디지아와 남아프리카 공화국, 그리고 브라질과 미국으로 피난했다. 흑인과 일부 메스티소 및 백인들은 1974년 포르투갈 지배에 반항했다.
포르투갈의 자유민주주의로의 복귀는 1975년 해외 식민지의 독립으로 이어졌다. 1975년 7월까지 1970년대 초 약 250,000명이었던 포르투갈계 모잠비크인 중 약 80,000명이 이 나라에 남아있었다. 80,000명 중 약 10,000명만이 포르투갈 시민권 대신 모잠비크 시민권을 선택했다. 미국 외교관 윌리엄 제이콥슨에 따르면 백인 이민 선호의 가장 결정적인 요인은 "의사들의 영구적인 이탈, 의료 수준의 급락... 그리고 모잠비크 시민의 국토 이탈 허용 여부에 대한 불확실성"의 조합이었다.
곧이어 많은 수의 포르투갈인 거주자들이 이민을 갔는데, 대부분은 포르투갈로 가서 귀환자라고 불렸고, 다른 이들은 이웃한 말라위, 로디지아, 또는 남아프리카 공화국 및 브라질과 미국으로 이주했다. 남아프리카 공화국에서 포르투갈계 모잠비크 정착민들의 가장 주목할 만한 유산은 1987년에 설립된 난도스인데, 이는 1975년 모잠비크 독립 후 요하네스버그 남동부에 정착했던 모잠비크 출신 포르투갈 정착민들의 영향을 받았다.
1996년 포르투갈어권 국가 공동체가 설립되었을 때, 많은 포르투갈인과 포르투갈계 브라질인이 경제 및 교육 지원을 위해 모잠비크로 왔다. 그들은 특히 외딴 시골 지역에서 포르투갈어 유창성을 높이는 데 도움을 주었고, 유로에서 환산된 메티칼의 가치가 높아지면서 경제를 개선했다. 그들 중 다수는 이 나라를 영구적인 고향으로 삼았다. 더 많은 포르투갈 정착민들이 포르투갈에서 돌아왔으며, 모잠비크 대사관에 따르면 약 6,000명이 돌아왔다고 추정된다.

## 언어
포르투갈어는 모잠비크의 공용어이자 링구아 프랑카이다. 이들의 방언인 모잠비크 포르투갈어는 브라질 방언보다 표준 유럽 포르투갈어에 더 가깝다. 일부는 반투어군 (예: 총가어, 마쿠아어, 쇼나어의 은다우어 방언)을 제2언어로 사용한다. 많은 교육받은 포르투갈계 모잠비크인들은 영어를 사용하는데, 이는 영어가 국제 링구아 프랑카이며 모잠비크가 영연방의 회원국이기 때문이다.

## 종교
대부분의 포르투갈계 모잠비크인들은 로마 가톨릭교회에 속한 기독교인이다.

## 주요 포르투갈계 모잠비크인
- 미아 쿠투, 유명한 모잠비크 작가
- 타샤 드 바스콘셀로스, 모잠비크-포르투갈-캐나다 모델
- 시메네 고메스, 모잠비크 수영 선수
- 에우제비우, 모잠비크-포르투갈 축구 선수
- 페포 산토스, 모잠비크 축구 선수
- 기마, 모잠비크 축구 선수
- 제시카 테이셰이라 비에이라, 모잠비크 수영 선수
- 테레사 하인즈, 포르투갈계 미국인 사업가이자 자선사업가
- 주앙 파울루 보르헤스 코엘류, 모잠비크 역사학자이자 소설가
- 카를루스 카르도주, 살해된 모잠비크 언론인
- 카를루스 케이로스, 축구 감독
- 오텔루 사라이바 드 카르발류, 카네이션 혁명의 모잠비크-포르투갈 지도자
- 파울로 폰세카, 축구 감독, 남풀라 출생
- 루이 발타자르, 변호사이자 정치인으로 모잠비크 인민공화국의 법무부 장관을 지내고 헌법 초안 작성에 기여했다
- 페드루 페리누, 마푸투 출신 포르투갈계 모잠비크 경주용 자동차 운전자
- 루이 아구아스, 남풀라 출신 포르투갈계 모잠비크 경주용 자동차 운전자
- 아멜리아 무게, 가수

## 같이 보기
- 모잠비크-포르투갈 관계
- 포르투갈계 아프리카인
  - 포르투갈계 앙골라인
  - 포르투갈계 남아프리카인
- 포르투갈계 미국인
- 포르투갈계 브라질인